# Lexicoestadística
La lexicoestadística es un conjunto de técnicas de la lingüística comparativa que tratan de obtener inferencias dentro de la lingüística histórica a partir de vocabulario de diferentes lenguas de una misma familia lingüística. Con frecuencia, la lexicostatística se basa en determinar porcentaje de cognados léxicos entre lenguas para determinar su relación. La lexicostatística está relacionada con el método comparativo, pero no reconstruye ninguna protolengua.
El término "lexicostatística" puede ser confuso, ya que se utilizan ecuaciones matemáticas pero no estadísticas propiamente dichas. Aunque no es lo más común, también se pueden usar otras características de una lengua además del léxico. Mientras que el método comparativo se basa en innovaciones compartidas e identificadas para determinar subgrupos, la lexicostatística no identifica dichas innovaciones. La lexicostatística es un método basado en distancias, mientras que el método comparativo considera directamente los caracteres lingüísticos. El método lexicostatístico es una técnica simple y rápida en comparación con el método comparativo, pero tiene limitaciones. Puede validarse mediante la comparación cruzada de los árboles lingüísticos producidos por ambos métodos.
Tradicionalmente la lexicoestadística se basó fundamentalmente en la glotocronología, e incluso ambos términos se usaron como sinónimos, actualmente la cantidad de técnicas lexicoestadísticas a aumentado mucho y existen muchos métodos, la mayor parte muy diferentes de la glotocronología clásica. Por esa razón la lexioestadística general y debe ser distinguida de la glotocronología, que intenta usar métodos lexicostatísticos para estimar el tiempo transcurrido desde que dos o más lenguas se separaron de una protolengua común anterior. Sin embargo, esta es solo una de las aplicaciones de la lexicostatística; otras aplicaciones pueden no compartir la suposición de una tasa constante de cambio en el léxico básico. Los principales métodos lexicoestadísticos incluyen:
- Glotocronología
- Inferencia bayesiana en filogenia
- Métodos de Montecarlo para cadenas de Márkov